# العلاقات الإسبانية الجيبوتية
العلاقات الإسبانية الجيبوتية هي العلاقات الثنائية التي تجمع بين إسبانيا وجيبوتي.

## مقارنة بين البلدين
هذه مقارنة عامة ومرجعية للدولتين:
| وجه المقارنة                                              | إسبانيا                                                                             | جيبوتي                    |
| --------------------------------------------------------- | ----------------------------------------------------------------------------------- | ------------------------- |
| المساحة (كم2)                                             | 505.99 ألف                                                                          | 23.20 ألف                 |
| عدد السكان (نسمة)                                         | 46.73 مليون                                                                         | 956.99 ألف                |
| الكثافة السكانية (ن./كم²)                                 | 92.35                                                                               | 41.25                     |
| العاصمة                                                   | مدريد                                                                               | جيبوتي                    |
| اللغة الرسمية                                             | اللغة الإسبانية، اللغة الغاليسية، لغة بشكنشية، اللغة الكتالونية، اللغة الأوكسيتانية | لغة فرنسية، اللغة العربية |
| العملة                                                    | يورو، بيزيتا إسبانية                                                                | فرنك جيبوتي               |
| الناتج المحلي الإجمالي (بليون دولار)                      | 1.31 تريليون                                                                        | 1.84 مليار                |
| الناتج المحلي الإجمالي (تعادل القوة الشرائية) بليون دولار | 1.77 تريليون                                                                        | 3.10 مليار                |
| الناتج المحلي الإجمالي الاسمي للفرد دولار أمريكي          | 28.16 ألف                                                                           | 1.95 ألف                  |
| الناتج المحلي الإجمالي للفرد دولار أمريكي                 | 38.00 ألف                                                                           | 3.27 ألف                  |
| مؤشر التنمية البشرية                                      | 0.876                                                                               | 0.470                     |
| رمز المكالمات الدولي                                      | +34                                                                                 | +253                      |
| رمز الإنترنت                                              | .es                                                                                 | .dj                       |
| المنطقة الزمنية                                           | ت ع م+01:00، ت ع م+02:00                                                            | ت ع م+03:00               |

## مدن متوأمة
في ما يلي قائمة باتفاقيات التوأمة بين مدن إسبانية وجيبوتية:
- ترتبط Sant Francesc Xavier [الإنجليزية]‏ مع وع [الإنجليزية]‏ باتفاقية توأمة.
- ترتبط ألمرية مع تاجورة باتفاقية توأمة.
- ترتبط الجزيرة الخضراء مع جيبوتي باتفاقية توأمة.

## منظمات دولية مشتركة
يشترك البلدان في عضوية مجموعة من المنظمات الدولية، منها:
| علم المنظمة | اسم المنظمة                        | تاريخ انضمام إسبانيا | تاريخ انضمام جيبوتي |
| ----------- | ---------------------------------- | -------------------- | ------------------- |
|             | مؤسسة التنمية الدولية              | 18 أكتوبر 1960       | 1 أكتوبر 1980       |
|             | يونسكو                             | 30 يناير 1953        | 31 أغسطس 1989       |
|             | وكالة ضمان الاستثمار متعدد الأطراف | 29 أبريل 1988        | 12 يناير 2007       |
|             | الأمم المتحدة                      | 14 ديسمبر 1955       | 20 سبتمبر 1977      |
|             | الاتحاد البريدي العالمي            | ?                    | ?                   |
|             | البنك الدولي للإنشاء والتعمير      | 15 سبتمبر 1958       | 1 أكتوبر 1980       |
|             | الاتحاد الدولي للاتصالات           | 1866                 | 22 نوفمبر 1977      |
|             | منظمة حظر الأسلحة الكيميائية       | ?                    | ?                   |
|             | مؤسسة التمويل الدولية              | 24 مارس 1960         | 1 أكتوبر 1980       |
|             | منظمة التجارة العالمية             | ?                    | ?                   |
|             | منظمة الشرطة الجنائية الدولية      | ?                    | ?                   |
|             | البنك الإفريقي للتنمية             | ?                    | ?                   |

## وصلات خارجية
- موقع وزارة الخارجية الإسبانية